# L'Heure mystérieuse
Pour plus de détails, voir Fiche technique et Distribution.
L'Heure mystérieuse (The Unguarded Hour) est un film américain réalisé par Sam Wood, sorti en 1936. 

## Fiche technique
- Titre : L'Heure mystérieuse
- Titre original : The Unguarded Hour
- Réalisation : Sam Wood
- Scénario : Howard Emmett Rogers, Leon Gordon, Horace Jackson (non crédité) et Bernard Merivale (adaptation anglaise) d’après une pièce de Ladislas Fodor
- Production : Lawrence Weingarten et Sam Wood
- Studio de production : Metro-Goldwyn-Mayer
- Musique : William Axt
- Image : James Van Trees
- Montage : Frank E. Hull
- Direction artistique : Cedric Gibbons
- Costumes : Dolly Tree
- Pays : américain
- Genre : Film policier
- Format : Noir et blanc - Son : Mono (Western Electric Sound System)
- Durée : 87 minutes
- Dates de sortie :
  - États-Unis : 4 avril 1936 (New York)
  - États-Unis : 10 avril 1936 (sortie nationale)
  - France : 11 novembre 1936

## Distribution
- Loretta Young : Lady Helen Dudley Dearden
- Franchot Tone : Sir Alan Dearden
- Lewis Stone : Général Lawrence
- Roland Young : William 'Bunny' Jeffers
- Jessie Ralph : Lady Agatha Hathaway
- Dudley Digges : Samuel Metford
- Henry Daniell : Hugh Lewis
- Robert Greig : Henderson
- E. E. Clive : Lord Henry Hathaway
- Wallis Clark : Inspecteur Grainger
- John Buckler : Avocat de la défense
- Aileen Pringle : Diana Roggers

Acteurs non crédités :
- Leonard Carey : Hilton, assistant d'Alan
- Crauford Kent : Inspecteur Thorpe